# Церковь Спаса Преображения в Наливках
Церковь Спаса Преображения в Наливках (Спасо-Наливковская церковь) — утраченный православный храм в Москве. Была построен в 1642 году. Разрушен коммунистами в 1929 году.

## История
Церковь была построена в 1642 году в Наливках — районе Замоскворечья, который находился около нынешних Спасоналивковских переулков. По преданию, здесь великим князем Василием III были поселены иноземцы-наёмники, которым позволялось пить вино в любое время года, а москвичам тогда разрешалось заниматься этим делом только в определённые начальством дни. Считалось, что иноземные солдаты наливали себе, сколько хотели, отчего и пошло название «Наливки». Предания сохранили сведения, что в этих местах находился винный двор и «стояли шатры, в коих наливали и отпускали вино».
По писцовым книгам, составленным в 1642 году, Спасо-Преображенская церковь в Наливках «прибыла вновь», то есть была только что построена заново. Строилась она в стрелецкой слободе, «в Степанове приказе Алалыкина». Первоначально церковь была деревянной, главный престол был освящён только осенью 1738 года. В 1738—1751 годах было построено каменное здание для местных прихожан.

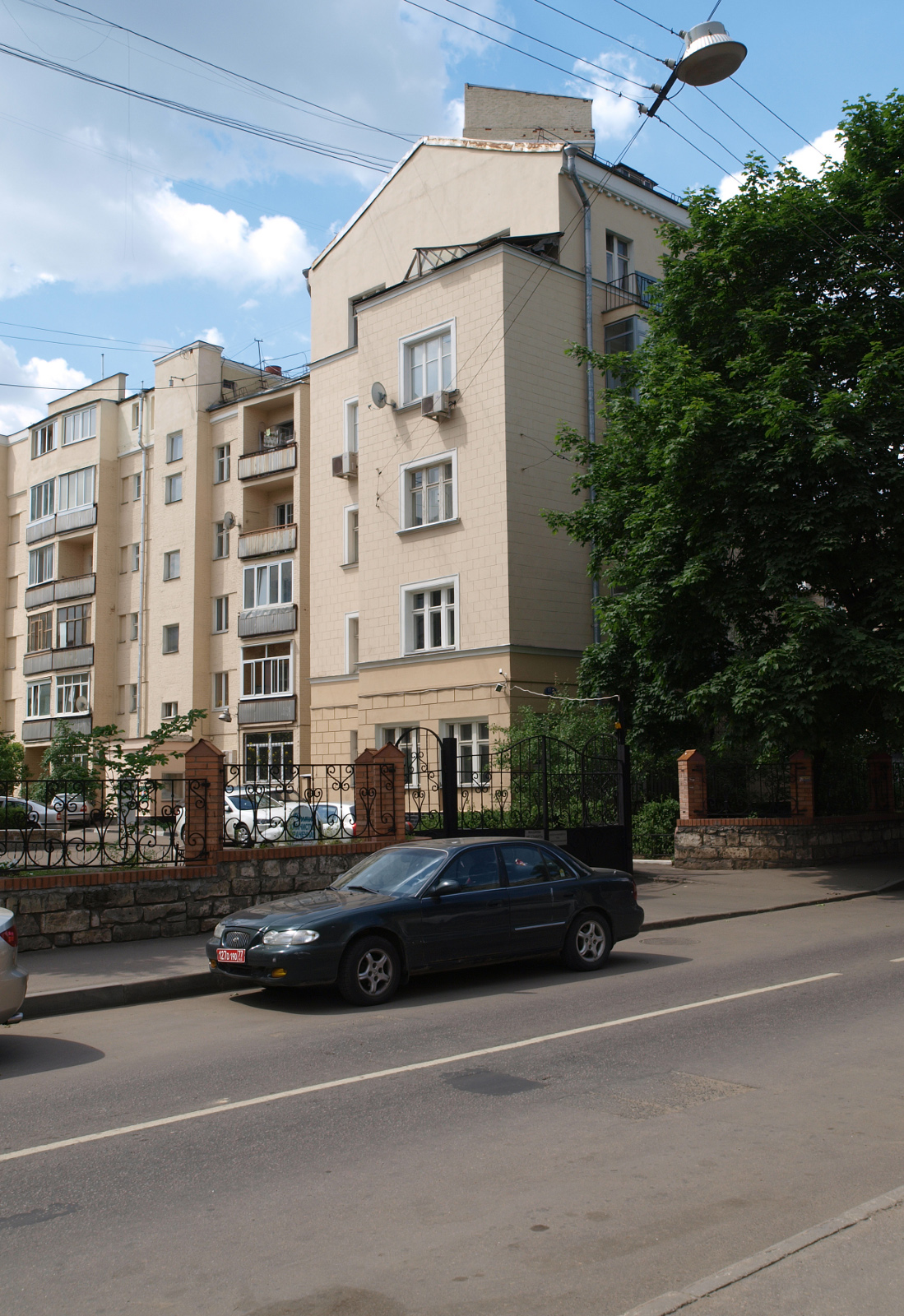
Современный вид на место, где стояла церковь (2008)

Вопреки расхожим представлениям, район Замоскворечье не всегда был купеческим и ремесленным районом, и в начале XIX века здесь немало было усадеб и земельных участков, принадлежавших дворянам. Так, в приходе Спасо-Наливковской церкви были записаны князья Барятинские, Репнины, Мещерские, Вяземские. Только примерно с 1830-х годов в приходе стали появляться мещане и купцы. Они-то и заказали московскому архитектору Михаилу Быковскому построить в их церкви новую трапезную. Она была построена в 1838—1841 годах. Возможно, к тому же времени относится и колокольня с приделом во имя святого Иннокентия Иркутского. По другим данным, они были построены в 1876—1877 годах Быковским Константином, сыном Михаила.
В самой церкви находились ещё три придела: Всех скорбящих Радости, святителя Николая Чудотворца и третий, во имя Михаила Архангела, устроенный при перестройке храма в 1876—1877 годах.
В 1929 году столичные власти заявили о необходимости снести церковь для постройки на её месте жилого дома. Это решение было исполнено в том же году.